# Симеоно-Верхотурский храм (Уфа)
Симеоно-Верхотурский храм (Симеоновская церковь, церковь святого Симеона Верхотурского) — православный храм в Уфе. Принадлежит к Уфимской епархии Русской православной церкви.

## Описание
Деревянная, на каменном фундаменте.
Имела два придела: во имя Алексия Человека Божия и во имя святого Михаила Тверского.

## История
Церковь была заложена в 1902 году в память о самом первом из уральских святых Симеона Верхотурского Чудотворца. Место под церковь было выбрано на вершине холма — высшей точки в центре нового городского района Северной слободы, в створе новых уфимских улиц — Оренбургской и Самарской.
Освящена в 1903 году.
Закрыта в 1932 году.
Здание было осквернено и приспособлено под учебные мастерские выстроенного рядом техникума. Сначала была снесена колокольня, в послевоенное время — огромный подкупольный барабан. Несколько раз здесь были поджоги.
В 1990 году церковь была передана Уфимскому епархиальному управлению.
Церковные стены, доведённые техникумом до износа, пришлось разобрать, чтобы возвести заново. Незадолго до разборки на северной стене трапезной чудесным образом явилась удивительная фреска «Воскресение Христово». В мае 1991 года она была выпилена (обретена) вместе с участком стены. В 1991-94 годах на старом фундаменте возведена новая (также деревянная) церковь.
Храм отстроен стараниями отца Андрея Шлыкова и множества жертвователей, наиболее известной из коих была Алла Пугачева. Точность воспроизведения старого храма в задачу не ставилась, по внешнему и внутреннему виду второй Симеоновский храм отличается от первого.